# Ексморра
Ексморра (нід. Exmorra) — село в нідерландській провінції Фрисландія. Входить до муніципалітету Південно-Західна Фрисландія.
Його площа становить 8,06км², а населення станом на 2021 рік складало 485 осіб.
Перша згадка про населений пункт датується 855 роком.

## Галерея

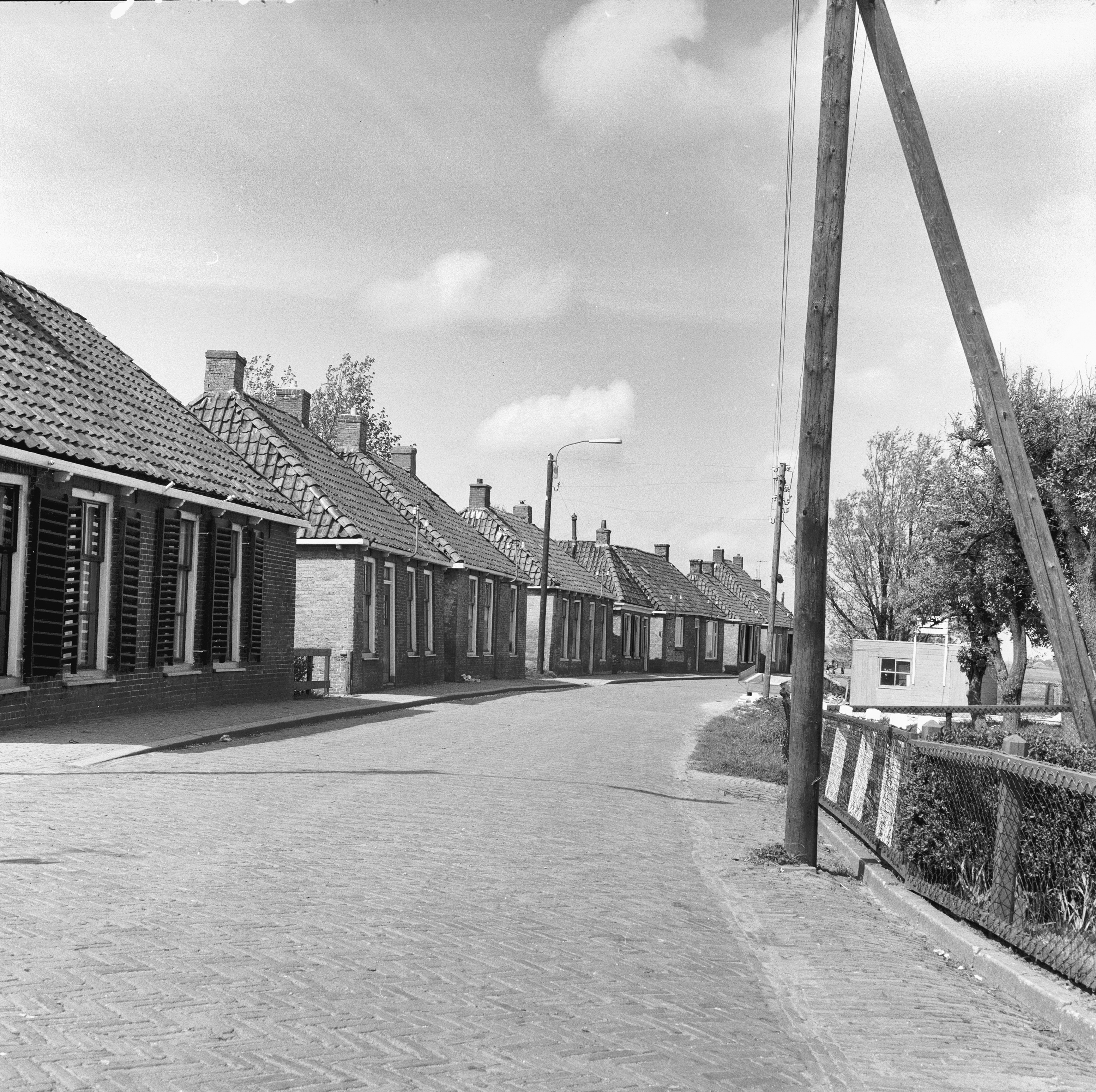
Вулична панорама (1964)
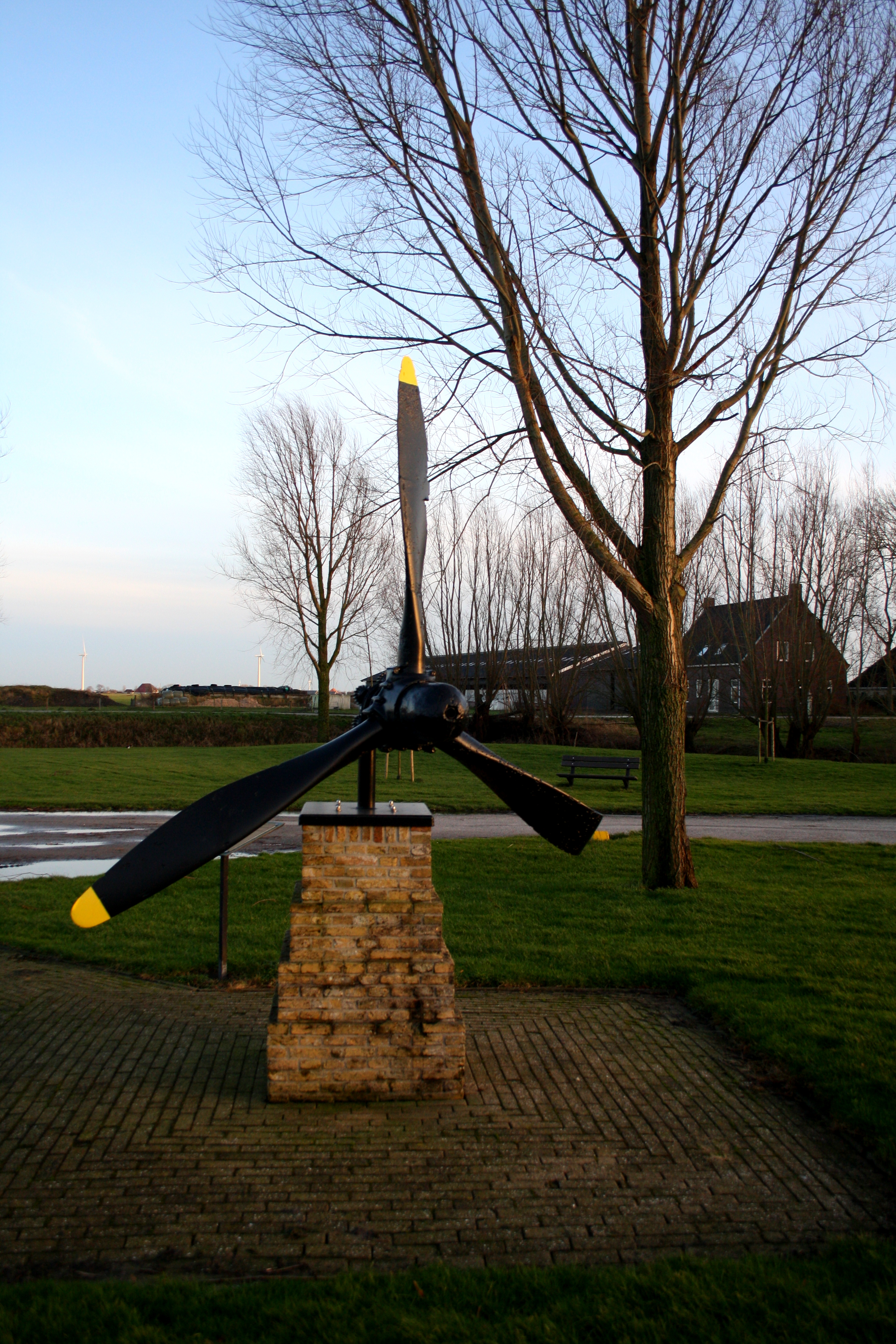
Воєнний меморіал
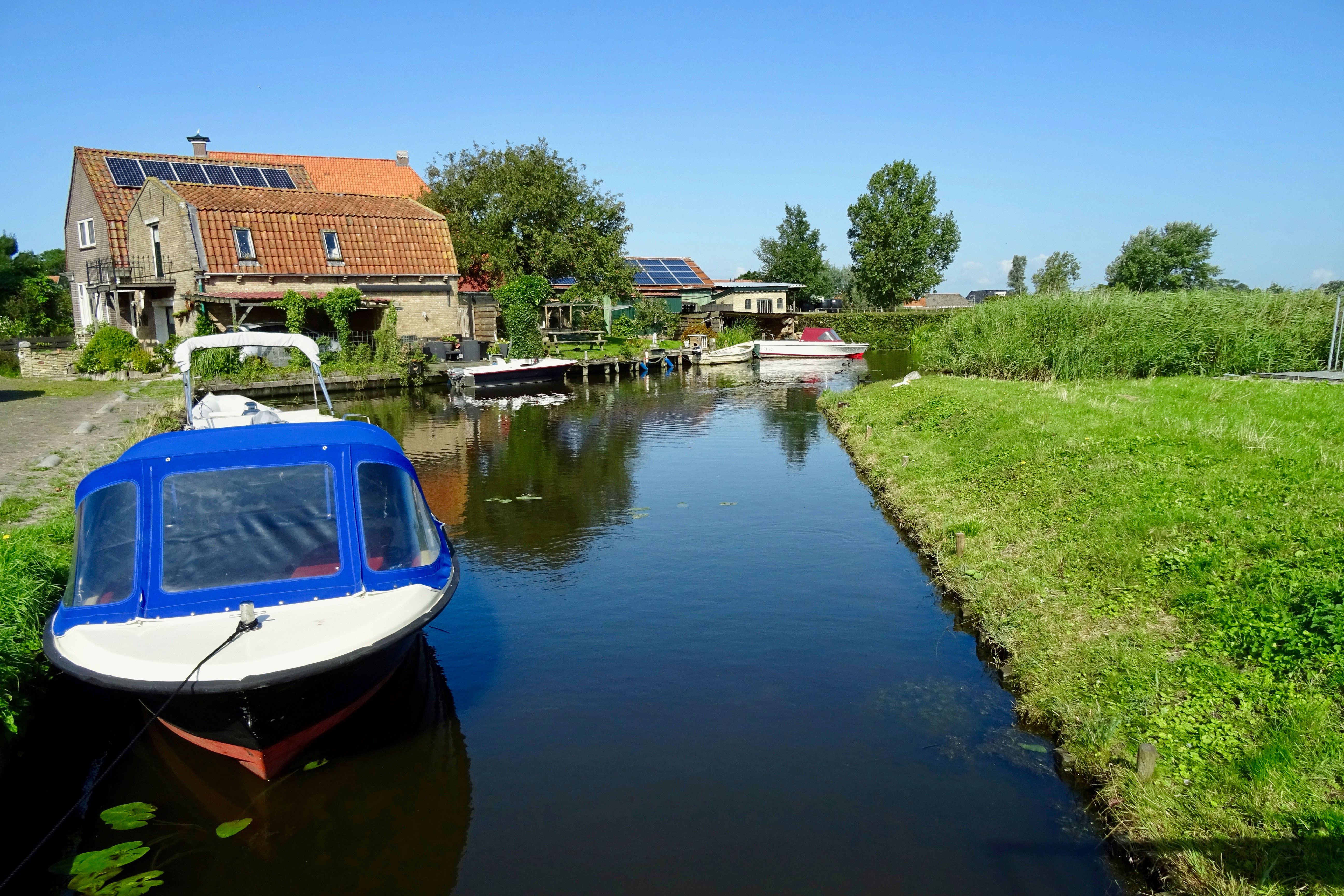
Вид на село